# Ledoño (San Pedro)
Ledoño ist ein Ort in der autonomen Gemeinschaft Galicien in Spanien. Er gehört der Provinz A Coruña und dem Municipio Culleredo an. Im Jahr 2015 lebten 267 Menschen in Ledoño, von denen 139 männlich und 128 weiblich waren.

## Lage
Ledoño liegt etwa 14 Kilometer südlich von A Coruña und etwa 4 Kilometer südwestlich von Culleredo.